# 維遜派雅
維遜派雅是斯里蘭卡政府官邸，位于斯里蘭卡科倫坡莉莉街，官邸被用作来访的国家元首和地方政府部长的住所。

## 历史
殖民地风格的两层平房是為了锡兰步枪团軍官的食堂而建，19世纪末被卖给了科伦坡商业公司，平房被命名为阿克兰公寓(Acland House)，並成為公司在科伦坡的总部。 根据1971年第35号《商业（收购）法》，科伦坡商业公司在1971年被国有化，政府接管了这家公司。
由於阿克兰公寓擁有一個大花園，自從公司被國有化後，公寓作為许多官方活动的舉辦地，来访的国家元首和政府首脑也住在这里。 前總理及前國會議長阿努拉·班达拉奈就是在維遜派雅去世，其後前總理迪萨纳亚克·贾亚拉特纳將維遜派雅定為其官邸。
維遜派雅亦被提議改建成酒店。

## 参看
- 斯里兰卡总理办公室
- 雞蛋花屋